# Zoo Safari w Świerkocinie
Zoo Safari w Świerkocinie – pierwszy polski ogród zoologiczny typu safari założony w 1996 roku w Świerkocinie koło Gorzowa Wielkopolskiego.

## Opis
Zoo Safari położone jest w Świerkocinie w gminie Witnica w pobliżu Parku Narodowego Ujście Warty. Powstało 27 lipca 1996 roku. Początkowo zajmowało obszar zaledwie 8 ha i liczyło około 70 zwierząt. Obecnie Zoo Safari zajmuje ponad 20 ha powierzchni, na której przebywa około 600 zwierząt. 
Zoo Safari jest pierwszym Ogrodem Zoologicznym w Polsce, przez które można przejechać samochodem i zobaczyć z bliska dzikie zwierzęta. Zwiedzających nie odgradzają od zwierząt kraty, szyby, ani fosy.
Poza terenem safari w Zoo Safari znajduje się piesze zoo i teren parku rozrywki.
Od maja 2017 jest nieczynny z powodu prac remontowych, według początkowych doniesień prace miały trwać do kwietnia 2018, ale termin ten został przedłużony. Na razie brak jakichkolwiek informacji o dacie ponownego otwarcia Zoo Safari.  

## Zwierzęta
Strefa Afryki:
- Struś
- Zebra
- Antylopa Eland
- Kob Defassa
- Kob śniady
- Blesbok
- Oryks szablorogi
- Watusi

Strefa Ameryki Północnej:
- Nandu szare
- Arni azjatycki
- Bawół domowy
- Lama
- Kuc szetlandzki
- Osioł domowy

Strefa Azji:
- Garna
- Stepowe bydło węgierskie
- Kob nilowy

Strefa Mongolii:
- Wielbłąd dwugarbny
- Jak
- Kułan

Piesze ZOO:
- Żółw stepowy
- Surykatka
- Nimfa
- Rozella białolica
- Żako
- Patagonka
- Magot
- Lew
- Pekariowiec obrożny
- Dingo
- Walabia Bennetta
- Emu
- Bocian biały
- Muł
- Zebroid
- Sitatunga
- Koczkodan zielony
- Paw indyjski
- Ararauna
- Aguti złocisty
- Sowa śnieżna
- Sowa uszata
- Szop pracz

i inne zwierzęta.